# 坐勁
坐劲是中國部份地區傳統婚禮的習俗，新娘下花轎前要經過男家人請至少三次才下轎。注重婚俗仪式的人家对新娘下轿的礼数也十分讲究，需请至少两名全福的男方女眷担任搀轿姑娘，多为四名，也有更多，但必须成双成对。搀轿姑娘从新房内出来，每人手拿一根点燃的红纸捻或红烛，排成两行行至轿门前，向轿内新娘子作揖打千，吟吉语请“新贵人下轿”，例如：“手拿纸捻喜开怀，四位姑娘两边排，袖笼伸出描花手，轿内请下贵人来。”
中国很多地区有新娘子不能被请一两次就下轿的忌讳，不然婚后会被嘲笑为“这个新娘子性急，急着要看小女婿”好久。为避这个嫌，新娘子可以数请不动，这叫有“坐劲”（耐性）。每请一次新娘不下来，搀轿姑娘就要回新房重换红纸捻，再出来重吟吉语再从头“请新贵人下轿”。一般至少请三次，请四、五次后，新娘就必须该下轿了。此俗实际上多用于新娘家族地位比新郎家显赫，男方行此礼以示对女方家族成员的尊敬。家境拮据之人家则简化为由新郎亲自拉新娘下轿，重复三次之后新娘方才下轿。